# Región económica del Centro
La región económica del Centro (ruso: Центра́льный экономи́ческий райо́н, transliteración: Centralny ekonomíchesky rayón) es una de las doce regiones económicas de Rusia.
Ocupa un área de 484 000 km², con una población de 30 500 000 habitantes (2002) y una densidad de 63 hab/km². Alrededor del 80 % de la población es urbana.
La región está situada en la parte central de la Rusia europea. Un gran número de líneas de ferrocarril y carreteras se cruzan en este territorio.
Esta zona llana, con Moscú en su centro, forma una región industrial importante. Además de Moscú, las otras ciudades principales son Nizhni Nóvgorod, Smolensk, Yaroslavl, Vladímir, Tula, Dzerzhinsk y Rýbinsk. Los principales productos industriales son camiones, barcos, maquinaria y materiales para el ferrocarril, herramientas, equipos electrónicos, textiles de lana y algodón, y productos químicos. El río Volga y el Oká son las mayores rutas fluviales, y los canales Moscú - Volga y Volga - Don unen a Moscú con el mar Báltico y con el mar Caspio.

## Composición
- Óblast de Briansk
- Óblast de Ivanovo
- Óblast de Kaluga
- Óblast de Kostroma
- Ciudad federal de Moscú
- Óblast de Moscú
- Óblast de Orel
- Óblast de Riazán
- Óblast de Smolensk
- Óblast de Tula
- Óblast de Tver
- Óblast de Vladímir
- Óblast de Yaroslavl

## Economía
La región económica del Centro está especializada en la construcción de maquinaria, la industria química y la industria textil. La agricultura de la región produce lino de largas fibras, patatas y vegetales. La cría de ganado para la leche también es común.
La industria de construcción de maquinaria está sobre todo relacionada con la ciencia (instrumentos, radios, y productos eléctricos y electrotécnicos). Se concentran también aquí empresas de metalurgia que fabrican calderas, turbinas, generadores y motores eléctricos.
Las ciudades de Briansk, Moscú y Sérpujov son los centros de la industria automovilística. En Kolomna, Lyudínovo y Múrom se construyen trenes y vagones. El principal astillero se encuentra en Rybinsk. Se produce maquinaria agrícola y tractores en Bezhetsk, Liúbertsi, Riazán, Tula, y Vladímir.
La industria química incluye la producción de plásticos sintéticos (Moscú, Novomoskovsk, Oréjovo-Zúyevo, Vladímir), fibras químicas (Klin, Riazán, Tver), gomas y neumáticos (Moscú, Yaroslavl, Yefrémov) y fertilizantes (Dorogóbuzh, Novomoskovsk, Pólpino, Shchiókino, Voskresensk).
La industria textil es tradicional en la región. La mayoría de la producción se concentra en los óblasts de Ivánovo, Kostromá y Moscú, y se manufactura una gran variaedad de tejidos.
Aunque la región tiene que importar la mayoría de las materias primas, la metalurgia está aún bastante desarrollada (Moscú, óblast de Tula, y Elektrostal).
La energía eléctrica se genera en plantas de energía alimentadas por combustibles fósiles y centrales nucleares, El petróleo, el gas natural y el carbón mayoritariamente se importan de otras regiones de Rusia (república Komi, región económica del Volga y región económica de Siberia del Oeste).
Otras industrias desarrolladas incluyen la producción de calzado, la alfarería (también porcelana), el vidrio, el cemento y materiales de construcción, así como la industria alimentaria y la maderera.
El clima de la región es de una zona temperada, que permite una gran variedad de cultivos. Como el terreno es sobre todo del tipo podzolico, el uso de fertilizantes es bastante común para mejorar las producciones.

## Recursos naturales
Los recursos naturales más comunes de la región son la fosforita, lignito (en el óblast de Moscú), materiales de construcción y turba (óblasts de Moscú, Tver, y Yaroslavl).